# Robert Preis
Robert Johannes Preis (* 8. August 1972 in Graz) ist ein österreichischer Journalist und Schriftsteller.

## Leben
Robert Preis wurde 1972 in Graz geboren. Nach der Matura an der HTBLA Ortweingasse für Dekorative Gestaltung studierte er ab 1992 an der Universität Wien Publizistik und Völkerkunde. In dieser Zeit war er als Praktikant und Freier Mitarbeiter für zahlreiche Medienhäuser tätig. Nach dem Abschluss des Studiums im Jahr 1998 arbeitete er zwei Jahre als Auslandszivildiener im „Centre für Peace, Non-violence and Human Rights“ (Zentrum für Frieden, Gewaltlosigkeit und Menschenrechte) in Osijek. Er war dort unter anderem Mitbegründer des Jugendmagazins „Burek“. Seit dem Jahr 2000 ist er Redakteur der Kleinen Zeitung und lebt mit seiner Familie in der Nähe von Graz.
Preis absolvierte die Münchner Drehbuchwerkstatt an der Hochschule für Fernsehen und Film München (Jahrgang 2015/2016).

## Künstlerisches Schaffen
Seinen ersten Roman Schatten über Anderswo (2007) siedelte Preis im Fantasy-Genre an, wechselte 2009 mit Das Gerücht vom Tod in den Bereich des historischen Romans, schrieb auch zahlreiche Anthologie-Beiträge und Sachbücher, ehe er 2012 seinen ersten Krimi verfasste – Trost und Spiele. Die Story um den Grazer LKA-Chefermittler Armin Trost fand 2013 in Graz im Dunkeln seine Fortsetzung und umfasst bislang (Stand 2025) neun Teile.  
Im März 2023 erschien außerdem der Fantasy-Roman Die Büchermagier, im Herbst desselben Jahres das Mittelalter-Abenteuer Gottes Plagen, das auch als Hörbuch (Sprecher: Erich Wittenberg) erschien und dessen Cover 2024 den zweiten Platz beim Bloody Cover-Award des Syndikats erreichte. 
Im September 2023 wurde der Krimi Der Tod tanzt in Graz mit Michael Ostrowski als Armin Trost und Bea Brocks als Anette Rath unter dem Titel Trost und Rath – Tanz mit dem Teufel verfilmt (Epo-Film). Er wurde von ServusTV am 28. September 2024 erstmals ausgestrahlt. Teil zwei der filmischen Umsetzung erscheint 2025 unter dem Titel "Das große Schlachten" wieder bei Servus TV.